# Evaldo dos Santos Fabiano
Evaldo dos Santos Fabiano (Rio Piracicaba, Minas Gerais, 18 de marzo de 1982) es un futbolista brasileño, que juega como lateral izquierdo en el SCU Torreense.
El jugador recaló cedido en el Real Club Deportivo de La Coruña. Al final de la misma campaña retornó a su club de origen el Sporting de Lisboa.